# Katastrofa lotnicza w Batumi
Katastrofa lotnicza w Batumi – katastrofa samolotu Iljuszyn Ił-18, należącego do Sił Powietrznych Federacji Rosyjskiej, do której doszło 25 października 2000 roku w pobliżu portu lotniczego w Batumi w Gruzji. W wyniku katastrofy śmierć poniosły 84 osoby (73 pasażerów i 11 członków załogi) – wszyscy na pokładzie.

## Statek powietrzny
Samolot Iljuszyn Ił-18 o znakach rejestracyjnych RA-74295 (nr seryjny 106-02) został wyprodukowany w grudniu 1968 roku i od początku był eksploatowany przez rosyjskie siły powietrzne. Po 1993 roku samolot był wypożyczany cywilnym liniom lotniczym jako samolot pasażerski Do chwili wypadku wylatał 15256 godzin i wykonał 7694 loty. Feralnego dnia kapitanem statku powietrznego był Aleksandr Kotow, a drugim pilotem był Oleg Urin.

## Przebieg lotu
Samolot odbywał lot z Moskwy do Batumi. Na jego pokładzie znajdowało się 45 żołnierzy oraz ich rodziny, w tym 7 dzieci. Gdy samolot podchodził do lądowania w Batumi, nad miastem przechodziła burza. Piloci podchodzili do lądowania od strony Morza Czarnego, ale ograniczona widoczność spowodowała, że postanowili okrążyć lotnisko i podejść do lądowania od strony pasma górskiego. Z powodu błędu nawigatora, samolot zboczył z kursu. Niestety, kontroler lotu nie zauważył tego faktu i nie nawiązał kontaktu z załogą. Iljuszyn rozbił się o zalesione zbocze góry Mtirala na wysokości 1336 m n.p.m. W katastrofie zginęły wszystkie osoby przebywające na pokładzie.

## Po katastrofie
Po katastrofie władze Rosji zadecydowały o wycofaniu z użytku wszystkich Iłów-18.